# Leigh Royden
Leigh Handy Royden (* 15. Oktober 1955 in Palo Alto, Kalifornien) ist eine US-amerikanische Geologin, Geophysikerin und Hochschullehrerin am Massachusetts Institute of Technology (MIT).

## Leben und Wirken
Leigh Royden, Tochter des Mathematikers Halsey Royden, studierte zunächst Physik an der Harvard University, wo sie 1977 den Bachelor of Arts erwarb. 1982 wurde sie vom Massachusetts Institute of Technology in Geologie und Geophysik promoviert. Anschließend kehrte sie als Postdoktorandin an die Harvard University zurück. 1988 wurde sie am MIT zunächst Assistenzprofessorin, 1988 stieg sie zur ordentlichen Professorin auf. 1990 wurde Royden als Senior Fellow in die Geological Society of America aufgenommen und erhielt die von dieser verliehene Donath Medal für junge Wissenschaftler. Seit 1993 hat sie am MIT einen ordentlichen Lehrstuhl für Geologie und Geophysik inne und ist seit 2020 Cecil and Ida Green Professor of Geology and Geophysics. 2004 wurde sie in die American Geophysical Union aufgenommen. 2011 wurde ihr der George P. Woollard Award verliehen; 2013 erfolgte die Verleihung der Stephan-Mueller-Medaille. 2018 wurde sie als Mitglied in die American Academy of Arts and Sciences gewählt. Ein Jahr später erhielt sie die von der American Geophysical Union verliehene Walter H. Bucher Medal. 2022 wurde Royden zum Mitglied in die Deutsche Akademie der Naturforscher Leopoldina gewählt.

## Forschung
Roydens Forschungsschwerpunkte liegen vor allem in der Geodynamik und der Tektonik, hier insbesondere im Bereich der Subduktionsprozesse. Durch ihre Forschung gelang ihr der Nachweis, dass das dynamische Umfeld, in dem sich Gebirgszüge während der Kontinentalkollision bilden, mit der geologischen Ausprägung dieser Gürtel in Verbindung gebracht werden kann. Dadurch konnte sie auf ein dynamisches Umfeld für alte Gebirge schließen. Ihre Forschungsgebiete waren hierbei die Basin and Range Province, der atlantische Kontinentalrand und das Pannonische Becken. Methodisch untersucht sie bei ihrer Forschung die Verformung der kontinentalen Lithosphäre, den Rückzug der Subduktion, die Auswirkungen des Plattenzugs und den Fluss der unteren kontinentalen Kruste in verschiedenen tektonischen Umgebungen.

## Karriere im Rudersport
In ihrer Studienzeit betrieb Royden leistungsmäßig Rudersport, gewann mit dem US-Team eine Silbermedaille bei den Ruder-Weltmeisterschaften 1975 und wurde 1975 US-amerikanische Meisterin im Einer. Die Teilnahme an den Olympischen Sommerspielen 1976 verpasste sie aufgrund einer Knöchelverletzung, nahm das Angebot auf einen Sommerpraktikumsplatz am MIT an und widmete sich erst durch dieses Verpassen der Spiele ernsthaft ihrer akademischen Karriere.